# Radio (singel Client)
Radio – singel brytyjskiej grupy Client, wydany 20 września 2004.

## Wydania
| wytwórnia    | format, nr katalogowy | data i miejsce wydania                   | lista utworów | uwagi                                 |
| ------------ | --------------------- | ---------------------------------------- | --- | ------------------------------------- |
| Toast Hawaii | CDS, CDTH006          | 20 września 2004 – Wielka Brytania       | 1. "Radio – Edit" 2. "Radio – Rex The Dog remix" 3. "Radio – Cicada remix" 4. "Radio – Boosta love warning version" 5. "Radio – Andy Fletcher extended mix"            | 6 września 2004 ukazał się na iTunes. |
| Toast Hawaii | 7", TH 006            | 22 września 2004 – Europa                | A. "Radio" B. "Dirty Little Secret" |                                       |
| Toast Hawaii | 12", 12 TH 006        | 20 września 2004 – Wielka Brytania       | A. "Radio (Rex The Dog Instrumental)" B1. "Radio (Cicada Instrumental)" B2. "Radio (Boosta Rockanarchy Version)"                                                       |                                       |
| Mute         | MCD, MUTE 9269-2      | 21 października 2004 – Stany Zjednoczone | 1. "Radio (Edit)" 2. "Dirty Little Secret" 3. "Radio (Rex The Dog Remix)" 4. "Radio (Cicada Remix)" 5. "Radio (Boosta Love Warning Version)" 6. "Radio (Extended Mix)" |                                       |
| Mute         | 12", MUTE 9269-0      | 2004 – Stany Zjednoczone                 | A. "Radio (Rex The Dog Instrumental)" B1. "Radio (Cicada Instrumental)" B2. "Radio (Boosta Rockanarchy Version)"                                                       |                                       |